# Suzanne Marwille
Marta Schöllerova dite Suzanne Marwille, née le 11 juillet 1895 à Prague et morte dans cette même ville le 14 janvier 1962 , est une actrice de cinéma tchécoslovaque.

## Biographie
Suzanne Marwille est apparue dans 44 films entre 1918 et 1938. Elle était mariée au réalisateur Martin Frič pour lequel elle a joué dans plusieurs films.

## Filmographie
- 1929 : L'Organiste de la cathédrale Saint-Guy de Martin Frič

## Galerie

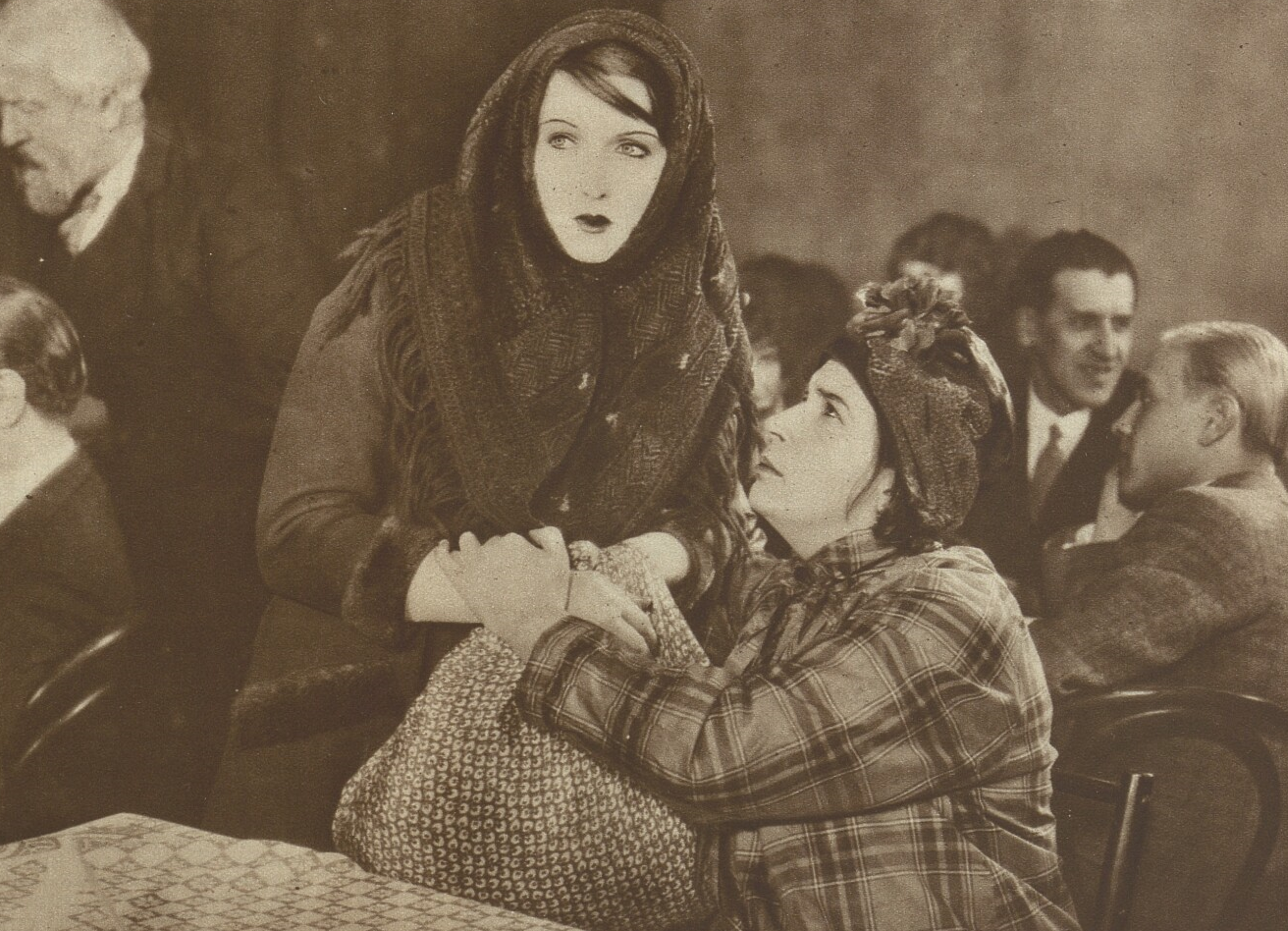
Suzanne Marwille et Milka Balek-Brodská